# 辰巳渚
辰巳 渚（たつみ なぎさ、本名：加藤 木綿子 (かとう ゆうこ) 、 1965年11月27日 - 2018年6月26日）は、日本の文筆家、考現学者。福井県出身。

## 人物
福井県に生まれる。1984年、東京都立立川高等学校を卒業、1988年、お茶の水女子大学文教育学部地理学科を卒業する。1988年、株式会社パルコの発行するマーケティング雑誌『月刊アクロス』の編集者および記者となる。1990年、筑摩書房で書籍編集に携わる。1993年にフリーのマーケティングプランナー、ライターとして独立する。
2000年に発表した『「捨てる!」技術』（宝島社新書）は、100万部を超えるベストセラーとなった。断捨離やこんまりに先立つ、「片づけブーム」の先駆者とされる。
2008年に辰巳渚を代表として任意団体「家事塾」を発足、2009年1月に株式会社家事塾、同年8月に一般社団法人家事塾を設立した。
2016年11月に生活哲学学会を設立、2017年6月に生活・地域ファシリテーター養成講座を開始した。
2018年6月26日、大型自動二輪車で長野県北佐久郡軽井沢町の国道146号を走行中、軽乗用車と正面衝突。全身を強く打ち、搬送先の佐久市の病院で死去。52歳没。

## 著書
- 『「捨てる!」技術』宝島社新書 2000　のち文庫
- 『「暮らす!」技術（「捨てる!」技術 ; 2）』宝島社新書 2001　のち文庫
- 『サラリーマンの「生きる!」技術』廣済堂出版 2002
- 『常識を捨てると世の中が変わる 「捨てる」講座』東京新聞出版局 2002
- 『フロー型発想のススメ 生活設計をガラリと変える』ジャパンタイムズ 2002
- 『「選ぶ!」技術』主婦と生活社 2002
- 『もう一度「捨てる!」技術 「メンテナンス!」の方法』宝島社新書 2002　のち文庫
- 『辰巳渚の新・収納スタイル 「捨てる!」からはじめる』高橋書店 2003
- 『辰巳渚の「捨てる!」生活 家まるごと2日でスッキリ!!』高橋書店 2003
- 『いごこちのいい家に住む! 自分がくつろぐ家づくりのヒント』大和書房 2003 「家はこんなに変えられる 快適な住まいをつくるコツ」(だいわ文庫) 2007
- 『知力=疑う技術 「情報を疑う姿勢」があなたを磨く!』ビジネス社 2004
- 『なぜ安アパートに住んでポルシェに乗るのか ミステリアス・マーケット考現学』光文社 2004
- 『子どもを伸ばすお片づけ できる子とできない子とではぐんぐん差がつく』岩崎書店 2005
- 『子どもを伸ばす毎日のルール 子どものうちに身につけたい100のこと』岩崎書店 2005　のちPHP文庫
- 『捨てる!スッキリ生活』幻冬舎 2005
- 『「断る!」作法 もっと軽やかな人づきあいのための』宝島社 2005
- 『日本人の新作法 シンプルで、失礼のないおつきあい』幻冬舎 2005
- 『子どもを伸ばすお手伝い 家事ができる子はなんでも気づきなんでもできる』岩崎書店 2006
- 『シンプルマナー生活 もう迷わない!ひと目でわかる!』幻冬舎 2006
- 『あいさつができる!後かたづけができる!』池田書店 2007
- 『大人の太鼓判 これができれば一人前』パルコエンタテインメント事業局 2007
- 『子どもを伸ばす手仕事・力仕事 手と身体を使えば使うほど、頭がよくなる』岩崎書店 2007
- 『母の作法 親として、女としてのふるまい』岩崎書店 2008　のちPHP文庫
- 『家を出る日のために』(よりみちパン!セ 理論社 2008　イースト・プレス 2012
- 『親子で片づけが上手になる!』池田書店 2008
- 『父の作法 妻が望む10のこと』岩崎書店 2008
- 『子どもを伸ばす自立のための家庭のしつけ 家を出て行く日のために親としてすべきこと』岩崎書店 2009
- 『辰巳渚の頭のいい子が育つ「お手伝いの習慣」 面倒くさがる子をやる気にさせる言葉がけのツボ』(セレクトbooks)主婦の友社 2010
- 『親子で楽しむこどもお手伝い塾』寺子屋シリーズ 明治書院 2010
- 『ほどほど掃除のしかた 気づいたときにささっと!』(Lady bird小学館実用シリーズ 2010
- 『「片づけなくてもいい!」技術』宝島社新書 2011
- 『子どもが変わる「育て言葉」』新学社 2012
- 『物の捨て方のこし方 小さく豊かに暮らす』PHPエディターズ・グループ 2012
- 『人生十二相 おおらかに生きるための、「捨てる!」哲学』イースト・プレス 2013
- 『片づけられない親のための幸せの生前整理』家の光協会 2014
- 『おてつだいの絵本』すみもとななみ 絵. 金の星社 2014
- 『暮らしを整える44の秘訣 美しく軽やかに』エクスナレッジ 2015
- 『「親のことば」で伝えたい家族で楽しむ25の年中行事』江田ななえ絵 岩崎書店 2015
- 『ミニマリストという生き方』宝島社 2016
- 『あなたがひとりで生きていく時に知っておいてほしいこと』文芸春秋 2019
- 『新「捨てる！」技術』宝島社 2021（新編集・文庫化）

### 共編著・監修
- 『消費の正解 ブランド好きの人がなぜ100円ショップでも買うのか』松原隆一郎共著 光文社 2002
- 『部屋を広くする!快適な暮らし』監修 (別冊宝島 宝島社 2006
- 『マナー・エチケットの基本60 これだけは知っておこう!』監修 PHP研究所 2007
- 『ワークライフバランス 今日から変われる入門講座』朝日新書 坂東眞理子共編著 2008
- 『マイルール 自立のすすめ』朝倉世界一え. 毎日新聞社 2008
- 『こういうときどうするんだっけ 自立のすすめ マイルール』朝倉世界一 まんが. 毎日新聞社 2010
- 『あなたを変える家事塾300のメソッド 今すぐできる家事の工夫』家事塾共編 岩崎書店 2010
- 『わたしがおとなになったら 自立のすすめ マイルール』朝倉世界一 まんが. 毎日新聞社 2012
- 『もっとこういうときどうするんだっけ (自立のすすめマイルール)』朝倉世界一 まんが. 毎日新聞社 2013
- 『いつもこういうときどうするんだっけ (自立のすすめマイルール)』朝倉世界一 まんが. 毎日新聞社 2014
- 『やっぱりこういうときどうするんだっけ (自立のすすめマイルール)』朝倉世界一 まんが 毎日新聞出版 2016
- 『小学生になったらどうするんだっけ 自立のすすめマイルールBEST』朝倉世界一 まんが. 毎日新聞出版 2017
- 『女子力アッププリンセスマナーレッスン ステキガールをめざせ☆』監修 PHP研究所 2017
- 『こんなときどうする!? かいけつブック 大人になる前におぼえておきたい』朝倉世界一 まんが. 毎日新聞出版 2019